# St. Maria von Zion

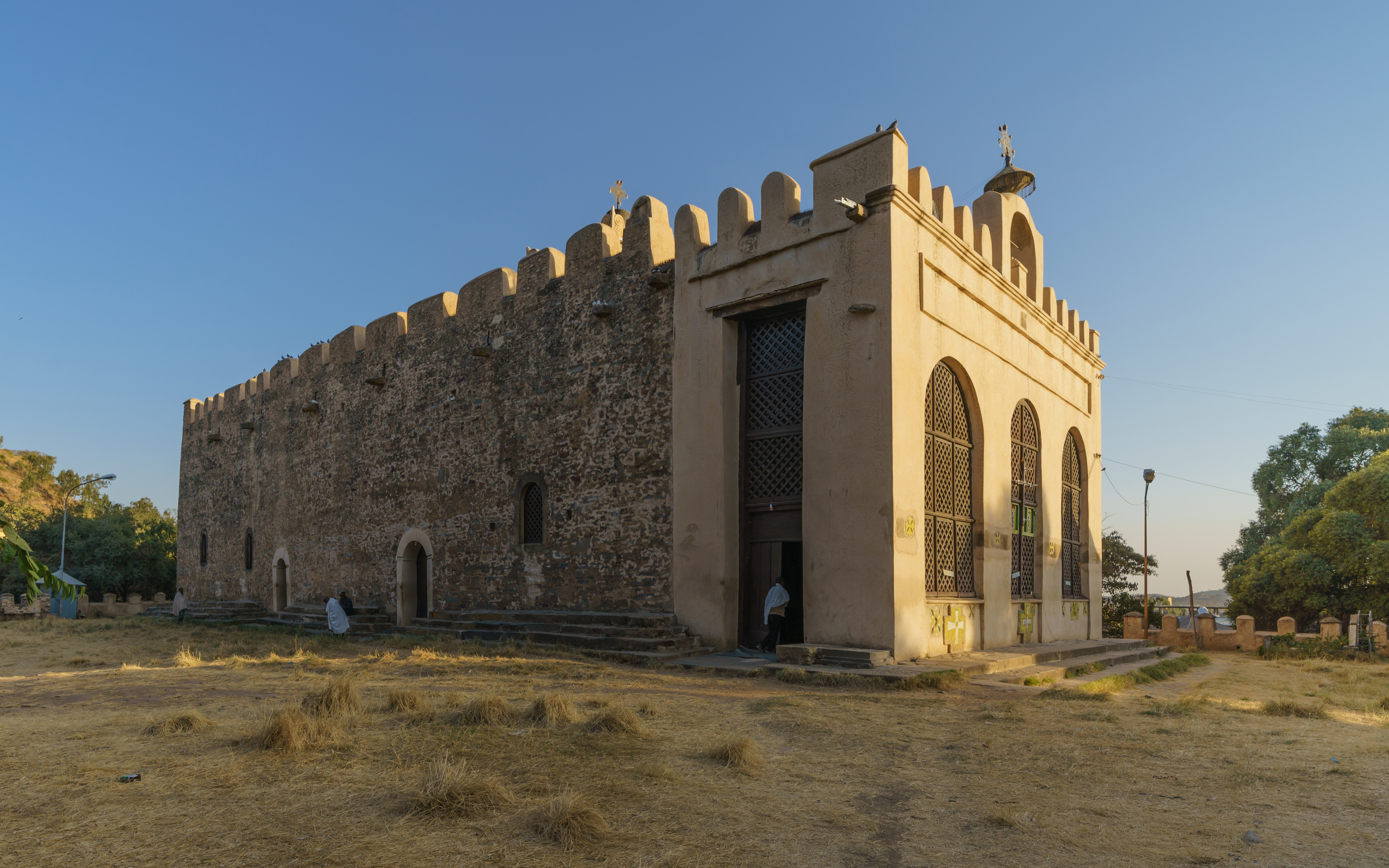
Alte Kathedrale St. Maria von Zion

St. Maria von Zion (amharisch አክሱም ጽዮን, Re-ese Adbarat Kidiste Kidusan Dingel Maryam Ts’iyon) ist das älteste und wichtigste Kirchengebäude der Äthiopisch-orthodoxen Kirche.
Die Kirche befindet sich in der Stadt Axum in der äthiopischen Region Tigray.

## Geschichte
Es wird vermutet, dass die ursprüngliche Kirche während der Herrschaft von Ezana, dem ersten christlichen Kaiser des Aksumitischen Reiches, im 4. Jahrhundert gebaut wurde. Die ursprüngliche Kathedrale im aksumitischen Stil umfasste den gesamten Sockel, auf den die Freitreppe hinauf führt.
Seit der Gründung wurde die Kirche mindestens zweimal zerstört und wieder aufgebaut. In ihrer heutigen Form im frühen Gonder-Stil wurde sie unter Negus Fasilides (1632–1667) errichtet. In die Kirche hatten nur Männer Zutritt.
1950 baute Kaiser Haile Selassie neben der alten eine neue moderne Kirche, die für Männer und Frauen geöffnet ist.

## Bundeslade
Dem Glauben der äthiopisch-orthodoxen Christen zufolge wird in der Kapelle neben der Hauptkirche St. Maria von Zion einer der wichtigsten biblischen Artefakte, die echte Bundeslade aufbewahrt. Der Überlieferung zufolge kam sie mit Menelik I. nach Äthiopien, nachdem dieser seinen Vater König Salomo besucht hatte. 
Der Äthiopist Edward Ullendorff besichtigte die Kirche laut einem Interview mit der Los Angeles Times in der Zeit des Ostafrikafeldzugs 1941, als er dem britischen Militär angehörte. Er habe dort aber nur eine Nachbildung der Bundeslade (Tabot) aus dem mittleren bis späten Mittelalter gefunden, wie es sie in vielen äthiopischen Kirchen gibt. Diese Erkenntnis ließ Ullendorff jedoch aus Rücksicht auf die religiösen Gefühle der äthiopischen Christen lange Zeit unveröffentlicht.

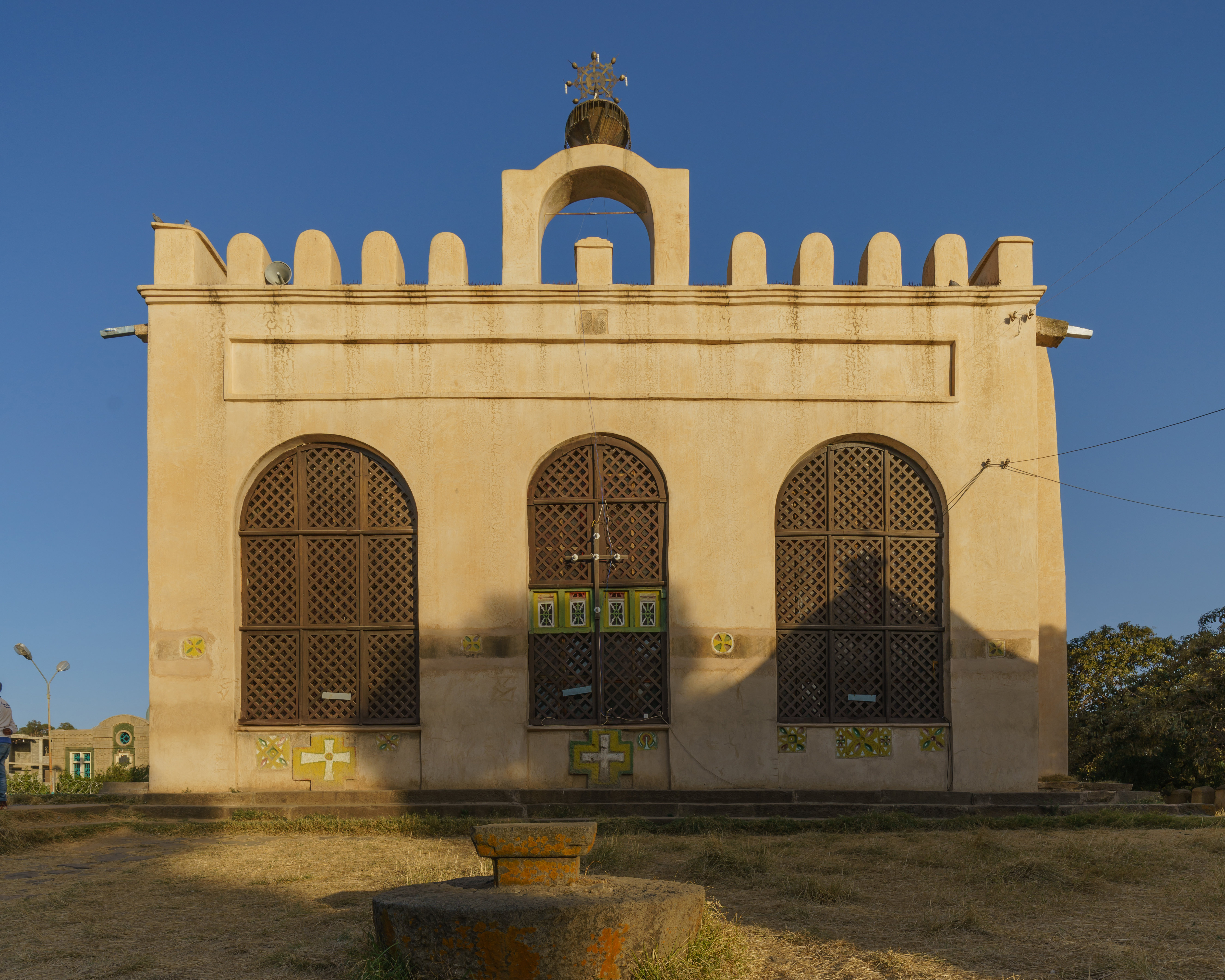
Alte Kathedrale, Hauptfassade
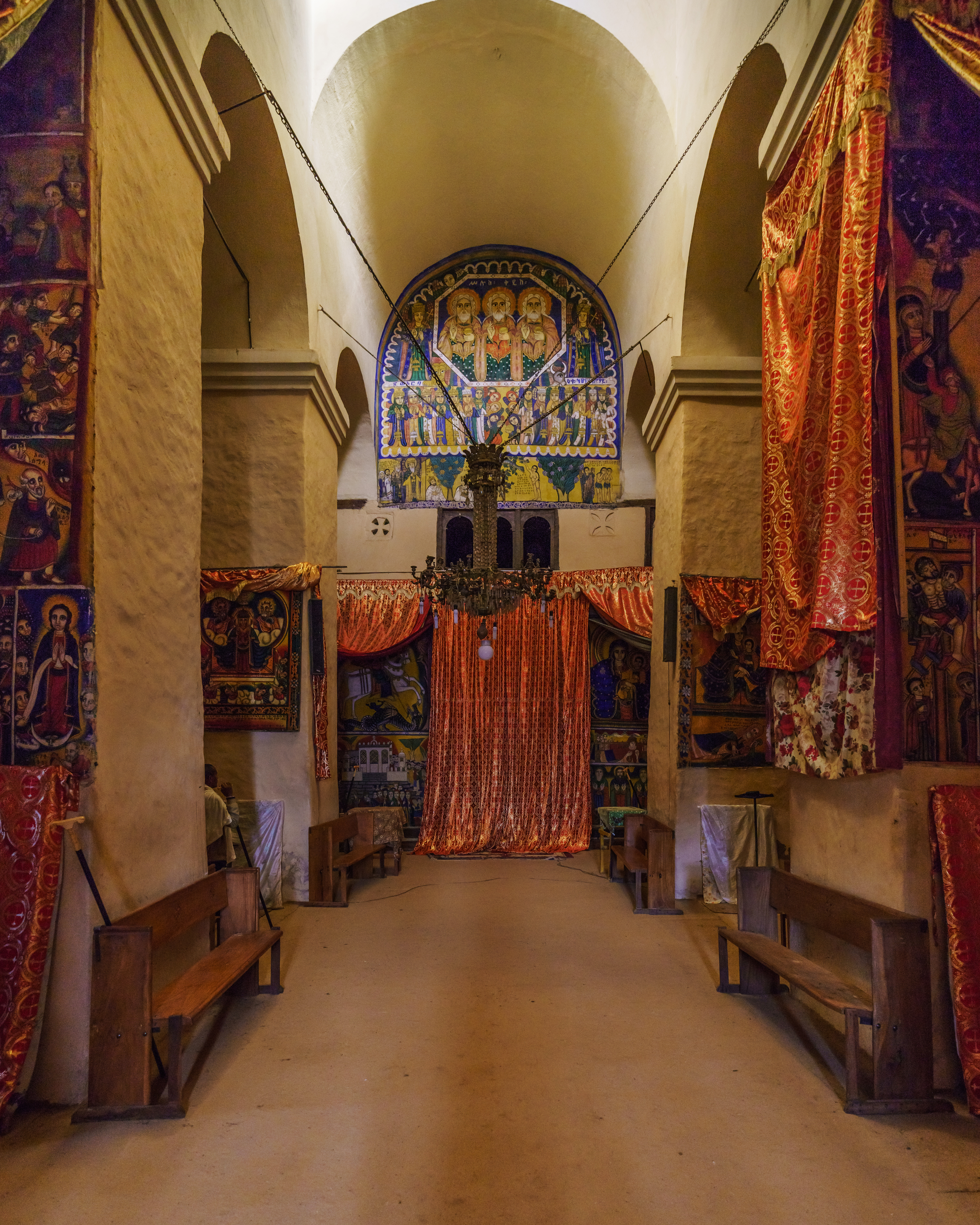
Alte Kathedrale, Innenraum
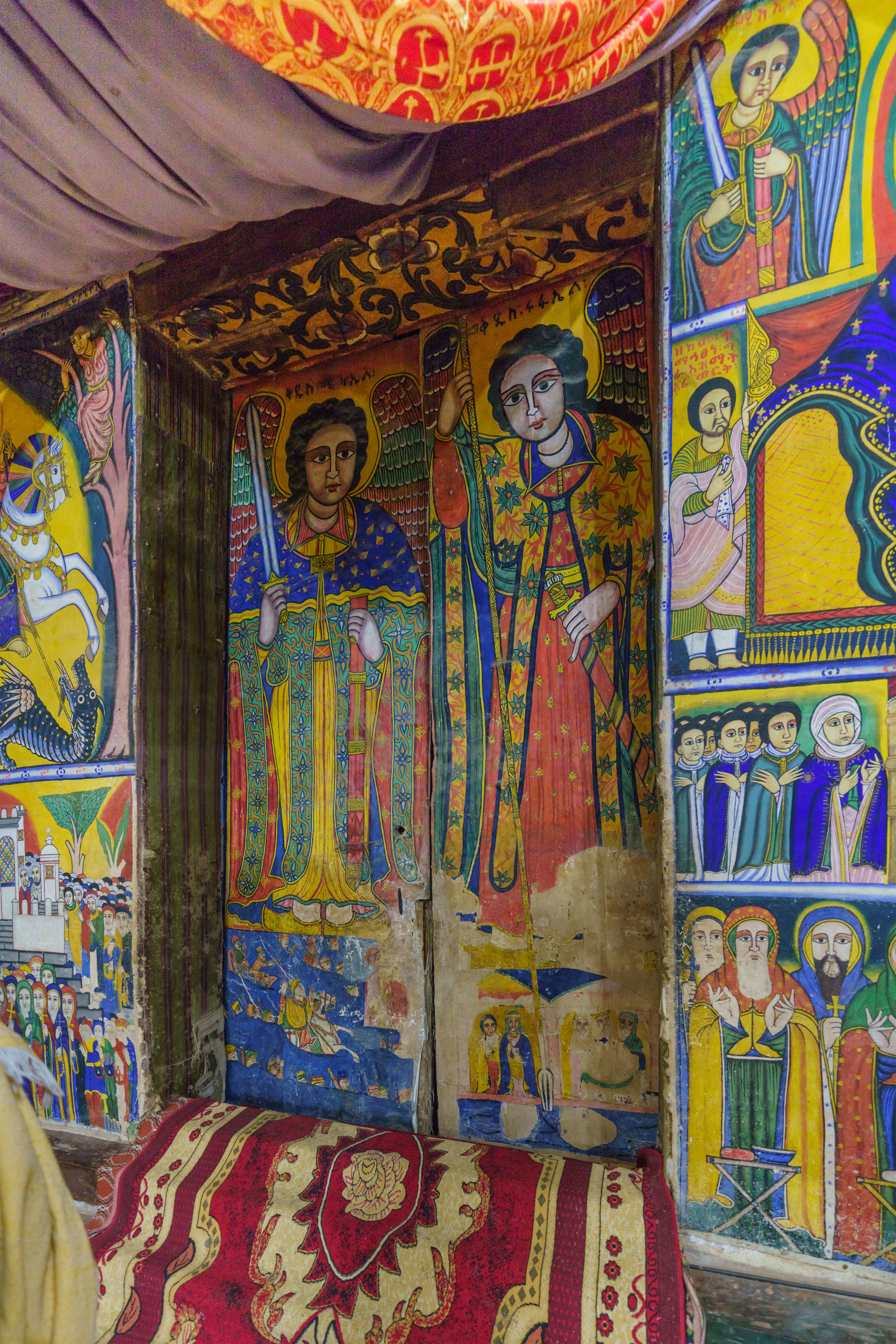
Alte Kathedrale, Malereien
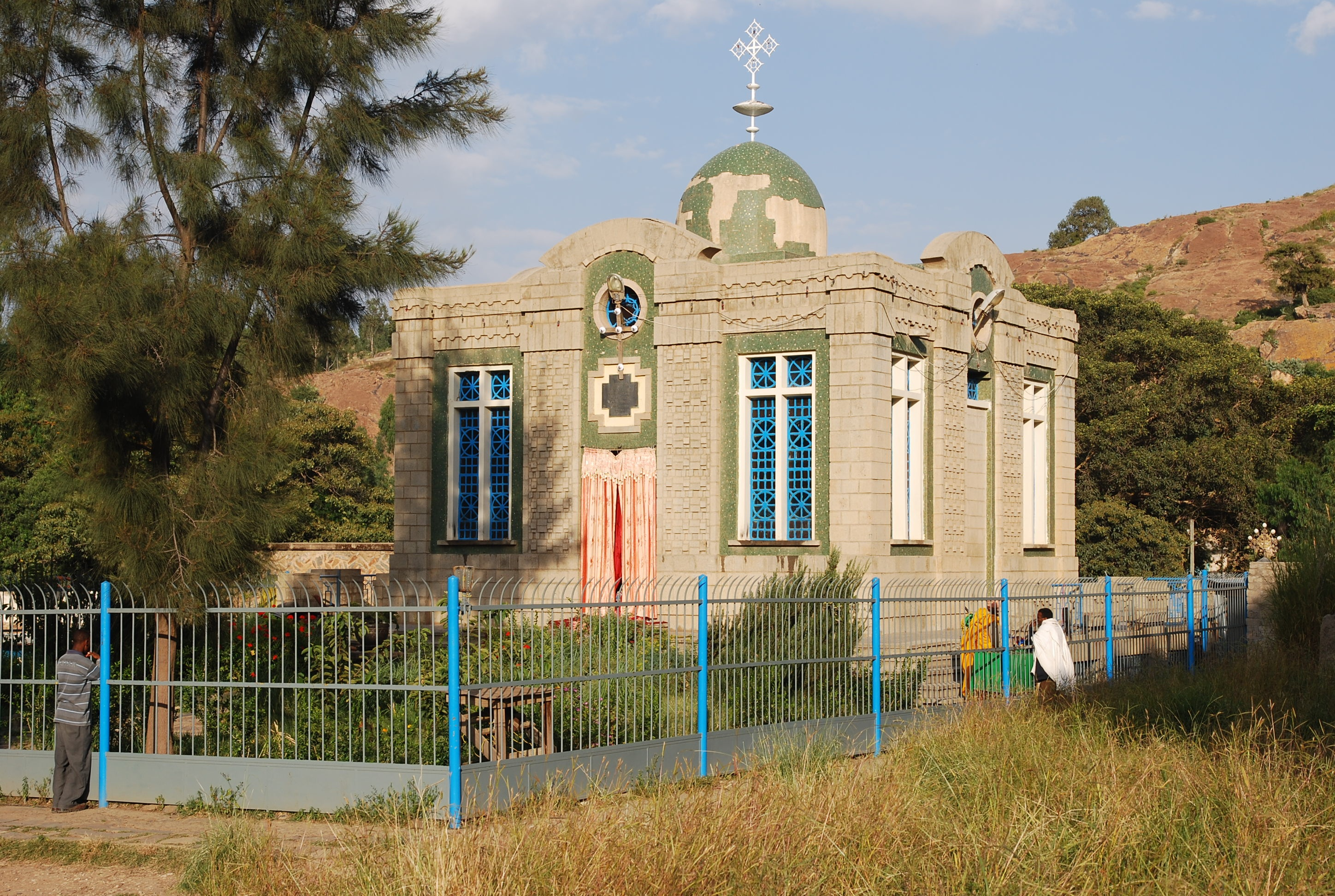
Kapelle
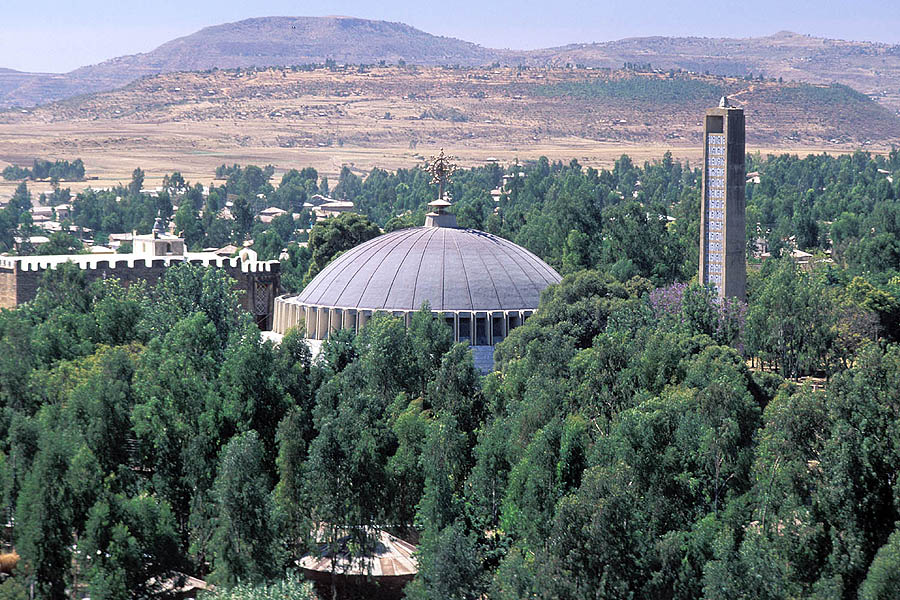
Kuppel und Glockenturm der neuen Kirche